# دیاگو اورلاندو
دیاگو اورلاندو (پرتغالی: Diogo Orlando؛ زادهٔ ۴ دسامبر ۱۹۸۳) یک بازیکن فوتبال اهل برزیل است.